# Lemnaphila lillolana
Lemnaphila lillolana är en tvåvingeart som beskrevs av Mercedes Lizarralde de Grosso 1978.
Lemnaphila lillolana ingår i släktet Lemnaphila och familjen vattenflugor. Inga underarter finns listade i Catalogue of Life.